# الملعب الأولمبي (برلين)

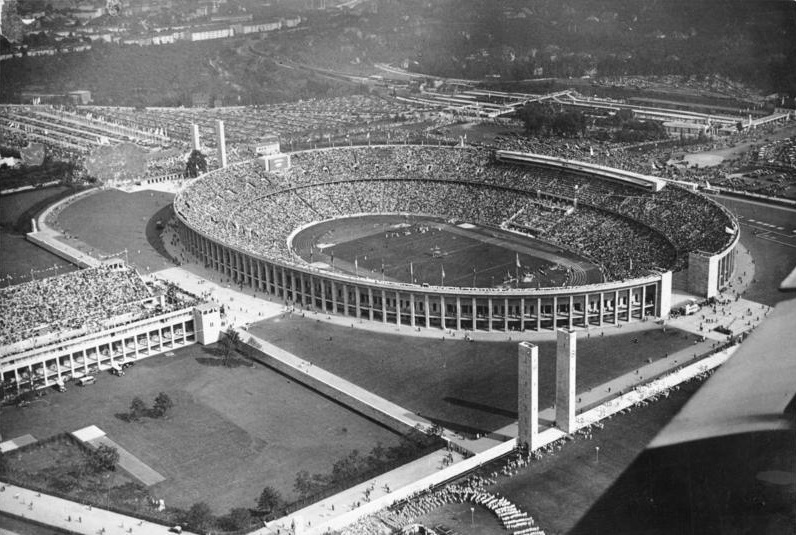
الملعب الأولمبي عام 1936

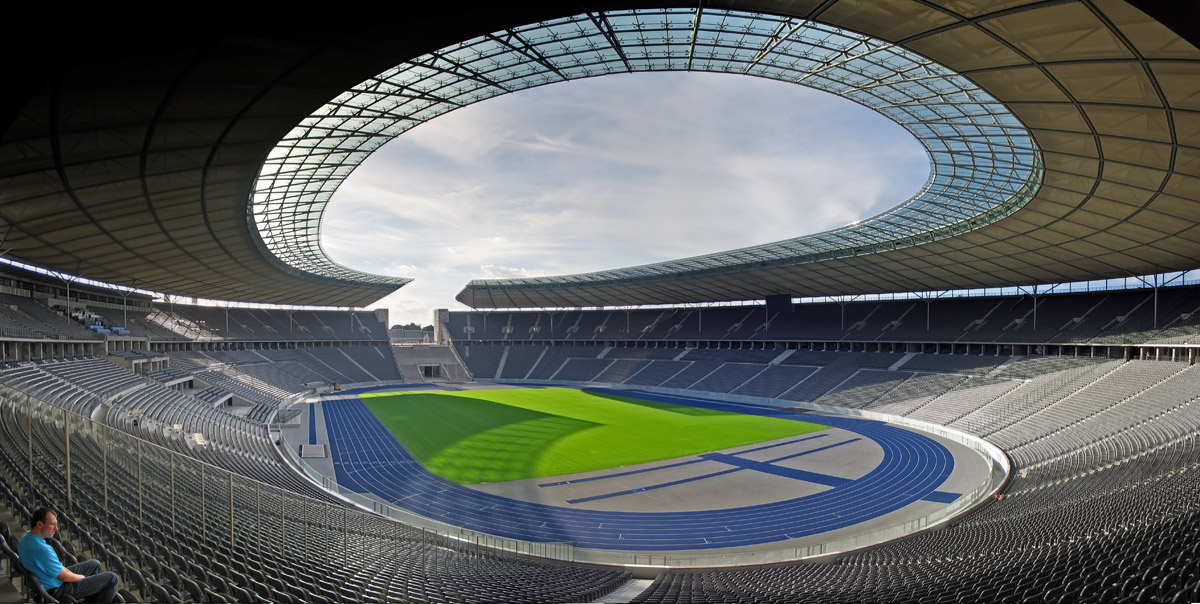
الملعب وهو خالي من الجماهير

الملعب الأولمبي في برلين (بالألمانية: Olympiastadion Berlin) هو الملعب الرئيسي لنادي هيرتا برلين، تم افتتاحه سنة 1936 في ألمانيا النازية وكان آخر تجديد له سنة 2004 استعدادا لنهائيات كأس العالم لكرة القدم 2006 والتي استضافتها ألمانيا. تبلغ سعته 74,475 متفرج، وأرضية الملعب عشبية وتبلغ نسبة المقاعد المظللة 100%. يستضيف الملعب سنوياً نهائي كأس ألمانيا، كما تم اختياره لاستضافة نهائي دوري أبطال أوروبا 2015.

## مباريات كأس العالم في الملعب الأولمبي

### كأس العالم 1974
| التاريخ       | الفريق الأول    | النتيجة | الفريق الثاني | الجولة                       | الحضور |
| ------------- | --------------- | ------- | ------------- | ---------------------------- | ------ |
| 14 يونيو 1974 | ألمانيا الغربية | 1–0     | تشيلي         | الدور الأول، المجموعة الأولى | 81,100 |
| 18 يونيو 1974 | ألمانيا الشرقية | 1–1     | تشيلي         | الدور الأول، المجموعة الأولى | 28,300 |
| 22 يونيو 1974 | أستراليا        | 0–0     | تشيلي         | الدور الأول، المجموعة الأولى | 17,400 |

### كأس العالم 2006
| التاريخ       | الفريق الأول | النتيجة        | الفريق الثاني | الجولة                          | الحضور |
| ------------- | ------------ | -------------- | ------------- | ------------------------------- | ------ |
| 13 يونيو 2006 | البرازيل     | 1–0            | كرواتيا       | دور المجموعات، المجموعة السادسة | 72,000 |
| 15 يونيو 2006 | السويد       | 1–0            | باراغواي      | دور المجموعات، المجموعة الثانية | 72,000 |
| 20 يونيو 2006 | ألمانيا      | 3–0            | الإكوادور     | دور المجموعات، المجموعة الأولى  | 72,000 |
| 23 يونيو 2006 | أوكرانيا     | 1–0            | تونس          | دور المجموعات، المجموعة الثامنة | 72,000 |
| 30 يونيو 2006 | ألمانيا      | 1–1 (4–2 ر.ت.) | الأرجنتين     | ربع النهائي                     | 72,000 |
| 9 يوليو 2006  | إيطاليا      | 1–1 (5–3 ر.ت.) | فرنسا         | النهائي                         | 69,000 |

### كأس العالم للسيدات 2011
| التاريخ       | الفريق الأول | النتيجة | الفريق الثاني | الجولة                         | الحضور |
| ------------- | ------------ | ------- | ------------- | ------------------------------ | ------ |
| 26 يونيو 2011 | ألمانيا      | 2–1     | كندا          | دور المجموعات، المجموعة الأولى | 73,680 |

## وصلات خارجية
- الموقع الرسمي للملعب الأولمبي
- Picture galleries: An illustrative walk along the facilities of the Olympischer Platz.
- Hertha BSC official website